# Rodolfo Yáñez
Rodolfo Eugenio Yáñez Wendorff (16 de octubre de 1958) es un ingeniero civil peruano. Fue Ministro de Vivienda, Construcción y Saneamiento del Perú desde el 3 de octubre de 2019 hasta el 15 de julio de 2020 durante el Gobierno de Martín Vizcarra.

## Biografía
Es Doctor en Ciencias de Ingeniería Civil con epecializacion en Ingeniería Estructural de la Universidad de Tsukuba, Japón y egresado de la Facultad de Ingeniería Civil de la Universidad Nacional de Ingeniería (UNI).
Su experiencia profesional lo perfila como especialista en Ingeniería Estructural. En 1986 asumió la asistencia al Decanato de la Facultad de Ingeniería de la Universidad Nacional de Ingeniería. En la misma casa de estudios superiores se ha desempeñado como profesor auxiliar entre los años 1985 y 1987.
Cuenta con estudios de maestría y doctorado en la Universidad de Tsukuba, en Japón. En ese país también se desempeñó como investigador estructural del Instituto de Investigación de Edificaciones.
Asimismo, entre 1991 y 1995 se desempeñó como Jefe de la División de Asuntos Generales de la empresa de manufacturas Joyo Engineering LTD.